# Macza (krater)
Macza (ros. кратер Мача) – krater uderzeniowy położony w południowo-zachodniej Jakucji w Rosji. Skały krateru są widoczne na powierzchni ziemi.

## Charakterystyka
Nad rzeką Macza, dopływem Leny, znajduje się niewielkie pole kraterów. Największy krater ma 300 m średnicy, przylega do niego drugi krater, o średnicy 200 m; wypełnia je jezioro meteorytowe Abram. Mniejszy z nich częściowo zasypały osady, naniesione przez przepływający przez jezioro strumień. Trzy mniejsze kratery, leżące w przybliżeniu w jednej linii, znajdują się w niewielkiej odległości na północ od niego. Dwa wypełniają małe jeziorka, zaś najbardziej północny tylko bagno. Pierwsze podejrzenia co do impaktowego pochodzenia tych struktur wysunęli w 1984 ukraińscy badacze, na podstawie obserwacji lotniczych. Obecnie jest to potwierdzone przez badania terenowe: odnaleziono m.in. planarne struktury deformacyjne w piasku, a także wypalone wskutek uderzenia drewno, którego datowanie pozwoliło ustalić wiek kraterów. Powstały one około 7300 lat temu, w holocenie. Utworzył je upadek żelaznego meteoroidu w skały osadowe.